# Græsholm, Frederikshavn
Græsholm är en ö i Danmark.   Den ligger i Frederikshavns kommun i Region Nordjylland, i den norra delen av landet, 230 km nordväst om Köpenhamn. Arean är 0,26 kvadratkilometer.
Den ligger i ögruppen Hirsholmarna utanför Fredrikshavn.